# Castello visconteo (Cusago)
Il Castello visconteo di Cusago era una residenza di caccia dei duchi di Milano situata nel comune di Cusago, alle porte della capitale lombarda. La struttura venne costruita nel XIV secolo da Bernabò Visconti, subendo però modifiche consistenti nel Rinascimento e cadendo poi in stato di abbandono negli ultimi anni.

## Storia

### L'origine del castello

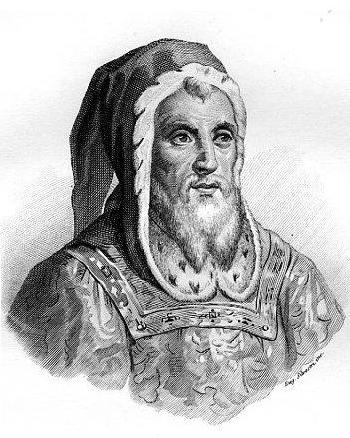
Bernabò Visconti fece erigere il castello di Cusago nella seconda metà del XIV secolo

Il castello fu costruito per volere di Bernabò Visconti tra il 1360 e il 1369, erigendolo sopra quanto rimaneva di una fortificazione longobarda. La struttura venne eretta per fungere da residenza di caccia durante le battute nella riserva viscontea che si estendeva nella campagna a sud di Milano fra la città e Vigevano, al punto che al 22 maggio 1380 troviamo già un tale Rolando Gatto nominato custode delle campagne e delle cacce di Cusago, divertimenti a cui contribuì anche Francesco I Gonzaga che due anni più tardi, forse dopo aver visitato il castello, inviò alcuni falconi utilizzati appunto per l'attività venatoria. Bernabò dimostrò di amare particolarmente la residenza di Cusago al punto da inviare dalla località numerose missive sino agli ultimi giorni della sua reggenza del trono quando poi venne di fatto detronizzato dal suo successore, Gian Galeazzo Visconti.
Il nuovo signore di Milano si adoperò da subito a favore della riserva di caccia di Cusago cui il castello fungeva da base operativa e già dal 1386 vietò la caccia in tutta l'area della sua tenuta al fine di conservare le proprie riserve di selvaggina in loco. Il castello era posto a sufficiente distanza da Milano per poter essere considerato una residenza di campagna, eppure distava poche ore di viaggio dal capoluogo per essere considerato sufficientemente vicino alla corte milanese: per questi motivi nel 1398 al castello di Cusago si rifugiò Caterina Visconti, moglie del duca, nel tentativo di sfuggire alla peste che dilagava in tutta la Lombardia.

### La gloriosa epoca di Filippo Maria Visconti

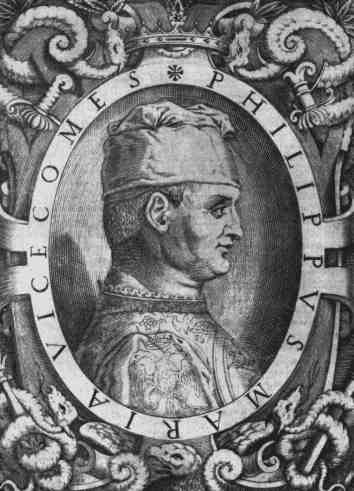
Filippo Maria Visconti.

Fu in tempi successivi Filippo Maria Visconti ad ingentilire l'iniziale fortilizio medievale con la costruzione delle sale di rappresentanza interne e l'escavazione del Naviglietto, una diramazione del Naviglio Grande fatta scavare partendo da Gaggiano per raggiungere più agevolmente la struttura. È inoltre lo stesso Filippo Maria a realizzare la famosa "steccata" ovvero una prima recinzione in loco dell'area di caccia ducale ed a costruire la "strada particolare del principe", un tratto viario utilizzabile come via veloce esclusivamente dal duca e dalla sua corte per giungere al castello. Durante il regno di Filippo Maria, a Cusago (come già ad Abbiategrasso) venne ospitata anche la sua amante Agnese del Maino.
Con l'avvento della Repubblica Ambrosiana il castello di Cusago, come del resto molte delle ex residenze ducali viscontee, vennero utilizzate per il popolo e per i poveri e nello specifico il fortilizio in oggetto venne sfruttato anche come lazzaretto, trasferito in seguito alla cascina Palazzina, non distante dallo stesso edificio, e poi chiuso definitivamente.

### Il secondo splendore con Ludovico il Moro

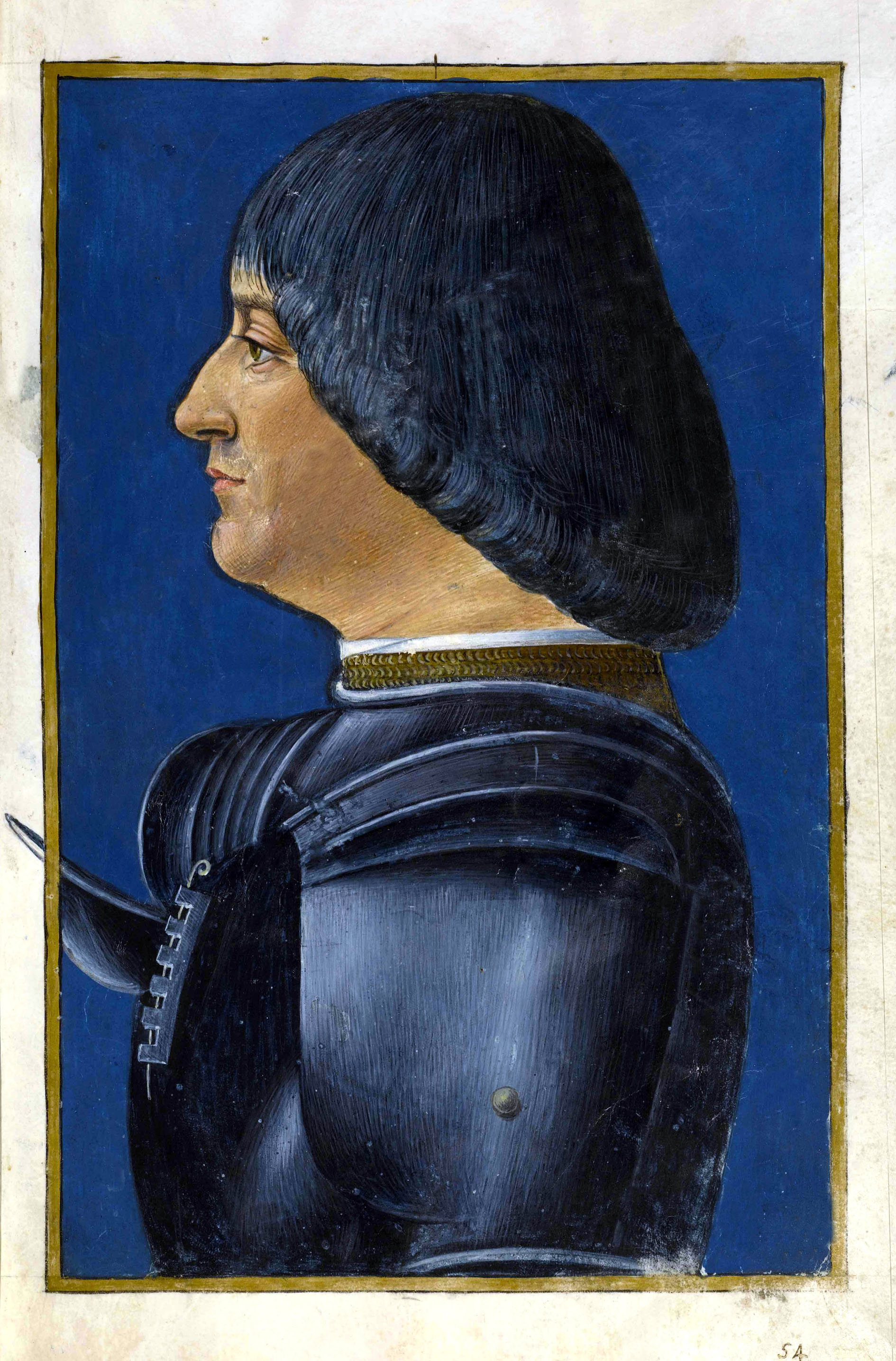
Ludovico il Moro.

La sua funzione di villa di campagna signorile per caccia, feste e luogo d'incontro con amanti venne ripristinata da Ludovico il Moro che ebbe una vera e propria predilezione per il castello di Cusago, paragonabile a quella dell'ultimo dei Visconti. Fu proprio sotto il regno del Moro che il poeta di corte Gian Alberto Bossi cantò le bellezze del borgo nel poemetto in latino Silva de amoenitate Cusagii qua quidem villam Lodovicus cognomento Maurus erexit (L'ameno bosco di Cusago, villa eretta da Ludovico il Moro). Qui il duca ospitò per ben due volte nel 1496 l'imperatore Massimiliano I e frequenti furono anche le visite della consorte del Moro, Beatrice d'Este al castello, al quale amava soggiornare. Fu probabilmente agli interventi operati dal Moro che si può ricondurre un ulteriore ingentilimento generale della struttura del castello con l'erezione, tra le altre, della loggia angolare ancora oggi visibile. Altri bassorilievi scolpiti in marmo e pitture murarie ad affresco risalenti alla medesima epoca e largamente descritte dal Bossi nel suo carme, sono andati in seguito irrimediabilmente perduti.
La proprietà poi passò a Lucia Marliani, un'amante del fratello defunto di Ludovico, Galeazzo Maria Sforza, ed alla di lei morte il castello tornò a i duchi di Milano che però se ne disinteressarono, complici le complicate vicende storiche che travagliarono il ducato in quegli anni, compresa la rovinosa dominazione francese.

### La proprietà ai marchesi Stampa di Soncino
Nel 1525, per saldare i propri debiti e recuperare del denaro, il duca Francesco II Sforza decise di vendere il castello di Cusago al conte Massimiliano Stampa (creato poi anche marchese di Soncino), il quale nel 1535 colse l'occasione delle nozze ducali per ospitare nella propria residenza di Cusago la principessa Cristina di Danimarca, giunta viaggiando dalla terra nativa, verso il ducato di Milano ove maritarsi col duca Francesco II. La famiglia Stampa non apportò sostanziali modifiche alla struttura del castello (se si esclude il rialzamento della torre d'ingresso con l'ingentilimento del campanile attualmente visibile), ma anzi esso rimase perlopiù residenza di campagna sino alla morte di Anna Moroni, moglie di Massimiliano, per poi acquisire sempre più la qualifica di palazzo di controllo delle proprietà di famiglia in loco. Fu probabilmente con il passaggio del possedimento al primo proprietario della famiglia Stampa, dopo l'annessione del ducato ai possedimenti imperiali, che già vennero rimosse parte delle insegne ducali che adornavano alcuni capitelli interni ed il fronte del palazzo, sul quale venne posta anche una grande targa marmorea ancora oggi presente e che riporta il nome di Massimiliano Stampa.
Sempre come possedimento della famiglia Stampa, con la diffusione della bachicoltura nel Settecento, parte delle sale inferiori del castello vennero riservate a questa attività e come centro di raccolta per i beni derivati dall'agricoltura e dalla lavorazione dei terreni circostanti.

### Le ultime vicende del castello
Nel 1973 il castello, ormai da tempo in decadenza e trasformato in una grande cascina agricola abitata da circa trenta famiglie, assieme ai terreni circostanti (246 ettari in tutto), venne venduto in blocco dalla marchesa Anna Maria Casati Stampa di Soncino (unica figlia ed erede del tragicamente defunto marchese Camillo) alla Coriasco Immobiliare, nella cui orbita gravitavano sia l'imprenditore Silvio Berlusconi che l'avvocato Cesare Previti, all'epoca tutore della giovane nobile. Qualche anno dopo, la Coriasco Immobiliare vendette i terreni ed il castello ai Cantieri Riuniti Milanesi, acquisiti dallo stesso Berlusconi, che di lì a breve fondò anche l'immobiliare Edilnord, affidata al fratello Paolo, che gestirà anche il castello ed i terreni circostanti. Il 15 novembre 1989 venne firmata la convenzione urbanistica tra il comune di Cusago e l'azienda immobiliare e si avviò così l costruzione del quartiere "Milano Visconti" su parte dei terreni di proprietà ex Casati. Il castello, la parte più complessa da gestire e difficilmente recuperabile se non con un ingente esborso di denaro, venne successivamente venduto ad una società formata da un gruppo di imprenditori e denominata "Il Castello di Cusago s.r.l" nel 2003 con l'ipotesi di farne una scuola florovivaistica legata al Parco agricolo Sud Milano, progetto poi sfumato. Si tentò successivamente nel 2008 la vendita ad un'altra società immobiliare, la "Kreiamo s.r.l", ma anche questa trattativa non andò in porto per vicende giudiziarie in cui la Kreiamo fu coinvolta.
Nel febbraio 2016, il Comune ha comunicato la vendita del castello alla società Finscott Immobiliare di Vincenzo Emilio Scotti che ne ha iniziato in seguito i restauri.

## Struttura

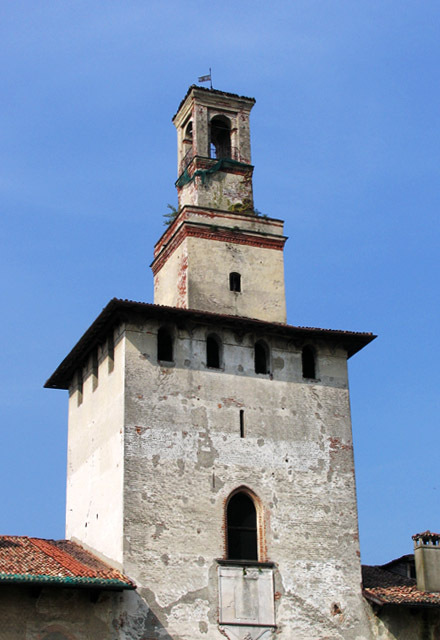
Torre merlata sovrastante l'ingresso al castello, con il sopralzo voluto da Massimiliano Stampa.

Il castello ha il portone d'ingresso volto ad est, un tempo arricchito da bassorilievi, poi asportati da Massimiliano Stampa per il suo palazzo di Milano dove ancora oggi si trovano. In corrispondenza dell'ingresso vi è una torre merlata, sopra cui vi è una torricella, sempre dell'epoca dello Stampa a cui si ispirò più tardi la ricostruzione della Torre del Filarete del Castello Sforzesco di Milano. I lavori realizzati dal marchese vennero commemorati da un'apposita targa monumentale posta proprio sotto la finestra centrale del torrione sovrastante l'ingresso, ancora oggi visibile.
Il fronte del castello misura 2.1 più o meno(contro i 76 cm dei fianchi) e si sviluppa su due piani come tutto il resto della costruzione; è aperto da finestre a sesto acuto al superiore e da altre ad arco ribassato all'inferiore, distribuite asimmetricamente. A meridione ed a settentrione le finestre sono sette per lato, ma nel secondo sono più strette fra loro, in modo da riservare un terzo del fianco al loggiato; molte di queste finestre appaiono oggi murate o parzialmente chiuse per ricavarne altre di minori dimensioni, ma si presentano perlopiù integre. La costruzione, già di per sé priva di strutture difensive (anche la torre sembra piuttosto un elemento di decoro o un motivo di maggior prestigio), è ancora più assimilabile ad una villa di campagna per la presenza di una graziosa loggia, smurata nell'Ottocento e poi di nuovo murata sino ai giorni nostri: essa si apre sull'estremità destra del fronte principale e svolta sul lato settentrionale, per complessivi tredici intercolumni, segnati da esili colonne anellate a metà, dai capitelli ornati di scudetti sui quattro lati, ma con le insegne ducali solo sulle facce esterne. Le finestre di questo loggiato, ricavato dall'angolo più in ombra per ripararsi dalla calura estiva, oggi non sono più visibili, ma erano originariamente decorate con motivi floreali, alternati ai graffiti romboidali delle pareti; sotto il loggiato la decorazione continuava con una grande fascia a vivaci colori, con listelli bianchi e neri e archetti allungati ascrivibile per realizzazione al periodo del Moro.

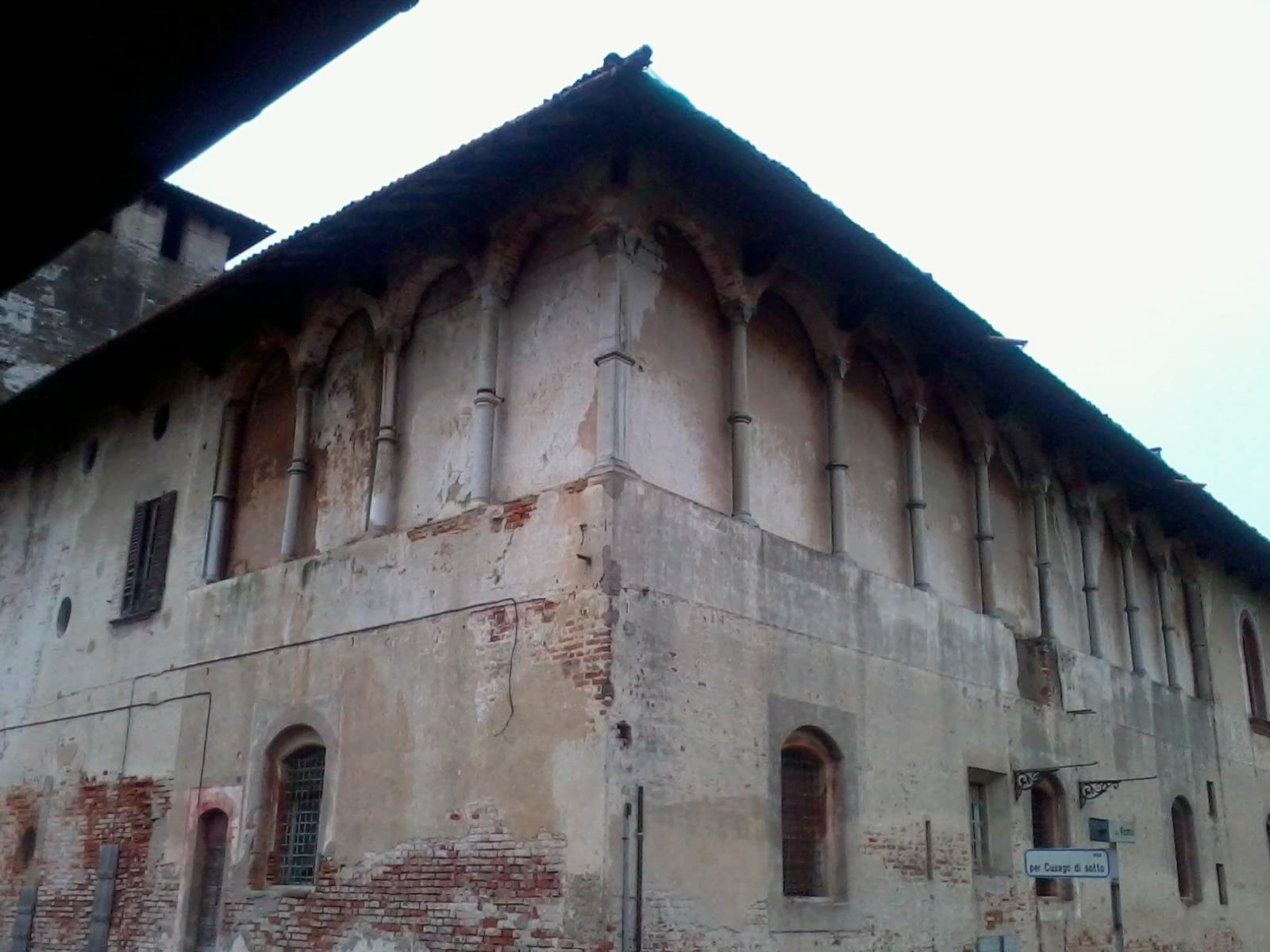
La loggia oggi murata che fa d'angolo al castello

Anche l'interno del castello è ormai disadorno: i lati frontali del cortile misurano 38/40 metri, mentre gli altri due lati 53 metri; il lato est, corrispondente all'ingresso, è porticato, largo oltre 5 metri con otto campate, di cui la quinta corrispondente al portone. I capitelli sono a fronte equina e furono privati delle insegne araldiche nel corso dei secoli; sono superstiti invece gli eleganti capitelli pensili, da cui partono le volte, con medaglioni raffiguranti alcuni imperatori romani. Le finestre che danno sul cortile sono uguali per forma e dimensione a quelle esterne, tutte con tracce della tipica colorazione bicromatica (rosso e bianco). Ogni lato ne ha un numero diverso, che è crescente in senso orario: sul lato sud cinque, ad ovest sei, a nord sette ed otto a est. Tutte le fronti verso il cortile sono ricoperte quasi integralmente dalla decorazione a graffito romboidale, superstite anche su vaste superfici delle fronti esterne. Nessuna traccia, allo stato attuale, dell'oratorio ubicato al piano superiore della costruzione, mentre l'oratorio di Sant'Antonio, posto presso la chiesa parrocchiale, venne abbattuto nel Settecento.

### Il tunnel segreto
Sono diffuse delle voci sull'esistenza, nel Castello, dell'ingresso ad un antico tunnel sotterraneo. Il tunnel collegherebbe il Castello (in direzione Milano) alla chiesa di Santa Maria Rossa, da qui proseguirebbe verso Baggio e quindi Milano (si conoscevano alcuni ingressi presenti a Baggio) e dall'altro, in direzione Pavia, intersecherebbe un'altra rete di tunnel che corre fino alla Certosa di Pavia, quindi con una lunghezza di parecchi chilometri. Si ritiene che la fitta rete sotterranea sia molto estesa e che la via maestra correrebbe parallelamente al naviglio Pavese. Un ingresso del tunnel, murato intorno alla metà degli anni 60, si trova proprio sotto al Castello (sul lato destro guardando frontalmente l'edificio). Il tunnel avrebbe una larghezza di circa 4/5 metri, un'altezza intorno ai 2.5 metri e risulterebbe costruito con una volta a mattoni. Una struttura tale da consentire il passaggio delle carrozze a cavallo, quindi con una probabile funzione di via di fuga dei signori di Milano.